# アストロリコ
アストロリコ（Astro Rico）とは、1991年12月に、門奈紀生により京都で結成されたタンゴ楽団。

## 概要
日本のタンゴ楽団で、著名なグループ。レパートリーはタンゴ全般に及ぶが、特に、モダンタンゴに力を入れている。最近では、「なつかしい日本の歌」のレパートリーもある。
日本各地でライブ公演を行っている。バンドネオン、ヴァイオリン、ピアノ、コントラバスの『アストロリコ四重奏』を基本としているが、楽曲や演奏会にあわせて、三重奏から12名編成のオルケスタの『オルケスタ・アストロリコ』までの編成となる。また、共演する歌手の歌がつくこともあり、ダンスがつくこともある。アルゼンチン・ウルグアイ・チリ・スペイン・中国を公演旅行している。
ライブ公演のかたわらで、レコードCDも、いろいろ出している。2005年公開の日本映画『二人日和』で、音楽を担当する。
なお、アストロリコは、アストル・ピアソラのアス、アニバル・トロイロのトロ、レオポルド・フェデリコのリコを合わせて作られた新語で、スペイン語の「豊かな天体」 Astro Rico にちなんでいる。

## 略歴
- 1991年　12月にアストロリコ結成する。最初のメンバーは、バンドネオン兼代表が門奈紀生、バイオリンが麻場利華、ピアノが平花舞依、コントラバスが蓑輪裕之、計4人であった[1]。
- 1992年　4月にデビューコンサート。
- 1993年　7月、名古屋・京都・神戸でアストル・ピアソラ没1年追悼コンサート　11月、スペインマドリッドで公演
- 1994年　4月から5月にかけてアルゼンチン公演旅行を果たす。
- 1995年　4月にスペインの第7回グラナダ国際タンゴフェスティバルに招聘出演。5月にウルグアイ・アルゼンチン・チリで公演
- 1996年　10月にウルグアイの第3回世界タンゴサミットに招聘出演。11月にウルグアイ・アルゼンチン・パラグアイ・チリで公演
- 1997年　11月  第10回ウルグアイ国際タンゴフェスティバルにメインゲストとして招聘出演
- 1998年　2月、ブエノスアイレスで大浦みずきと共にレコード録音。5月  TBSの筑紫哲也ニュース23に出演する。 6月  NHKの『スタジオパークからこんにちは』に出演、大浦みずきと『Che Tango』に共演
- 1999年　9月、トルコ「マルマリス国際タンゴフェスティバル」出演、アルゼンチン「第５回タンゴ世界サミット～ロサリオ大会」に参加
- 2002年　9月、韓国に『アストロリコ』のレコーディングを行う。11月、TBSの筑紫哲也ニュース23に出演する。
- 2004年　10月、映画『二人日和』の音楽をアストロリコが担当する。

## メンバー
2009年4月現在
バンドネオン
- 門奈紀生
- 奥村友紀

- 下城聖史
- 星野俊路

- 生島大輔
- 田中香織

バイオリン
- 麻場利華

- 木村直子

- 吉野美穂

ビオラ・バイオリン
- 山本愛子

ピアノ
- 平井かほる

- 平花舞依

チェロ
- 木村政雄

コントラバス
- 大塚功

ギター
- 岡本博文

元メンバー
コントラバス
- 蓑輪裕之（1991年～1997年）

## 共演しているアーティスト
歌手
- 大浦みずき
- 北岡樹
- ロベルト デ ロサーノ　 Roberto De Lozano

ダンサー
- ルシア&アルバロ　Lucia y Alvaro

## CD
- 大浦みずき&アストロリコ『3001年へのプレリュード』
- ピアソラ・メモリアルコンサート～ "ZUM"（スム）
- アストロリコ10周年記念盤CD 「オスバルド・プグリエーセに捧ぐ」
- 4台のバンドネオンによる「なつかしい日本の歌～童謡・唱歌～」（SOL-005）
- 映画「二人日和」サウンドトラック・シングル盤（SOL-006）
- SALUD, TANGO y AMOR〈健康、タンゴ、そして　愛〉～珠玉のタンゴ名曲集～（SOL-007）

その他